# Ocaria calesia
Ocaria calesia is een vlinder uit de familie van de Lycaenidae. De wetenschappelijke naam van de soort werd als Thecla calesia in 1870 gepubliceerd door William Chapman Hewitson.

## Synoniemen
- Lamasa calisto Johnson & Adams, 1993
- Lamasa centralis Constantino & Salazar, 1998